# Jörg-Zink-Bibel
Die Bibel, neu in Sprache gefasst von Jörg Zink, auch Jörg-Zink-Bibel genannt, ist eine Bibelübersetzung von Jörg Zink. Sie bedient sich einer modernen deutschen Sprache.

## ZinksBibel-Übertragungenvon 1965 und 1966

### Übersetzungsgrundsätze
Zinks „Übertragung“ des Neuen Testaments erschien 1965, eine Auswahl aus dem Alten Testament „in geschichtlicher Folge“ kam 1966 heraus. Dabei griff Zink auf sein 1963 veröffentlichtes Andachtsbuch Womit wir leben können zurück, das eine Auswahl biblischer Texte nach dem Kalenderjahr angeordnet enthält; meist haben die Texte schon 1963 die Gestalt, mit der sie dann in die Bibelausgabe von 1965 bzw. 1966 aufgenommen wurden. Nur sehr knapp informierte Zink den Leser über seine Übersetzungsgrundsätze:

„Dieses Neue Testament ist für Menschen bestimmt, die das Neue Testament in einer verständlichen Sprache lesen und es auch dann verstehen möchten, wenn sie niemanden bei sich haben, der es ihnen erklärt. Der Übersetzer hat darum immer wieder einzelne schwierige Wörter durch ganze Sätze wiedergegeben, hat ausführlich umschrieben, was in der Kürze nicht verständlich war, und hat Erklärungen, wo sie nötig waren, in Klammern beigefügt.“

Zink integrierte seine erklärenden Hinzufügungen teilweise in die Übersetzung, teilweise machte er durch Klammern kenntlich, dass es sich nicht um den Bibeltext, sondern um seinen Kommentar handelt. In den Evangelien fand Zink eine lebendige Gegenwartssprache, die dem nichtliterarischen Griechisch des Originals nach Einschätzung Gerhard Krauses gut gerecht wurde; kompliziertere Gedankengänge in den neutestamentlichen Briefen habe er mit seiner Art von Übertragung aber schlechter erfassen können.

### Überschriften
Die von Zink hinzugefügten Überschriften sind durch Sperrdruck sehr auffällig und zeigen die erbaulichen Tendenzen des Verfassers deutlich, zum Beispiel leiten in den ersten drei Kapiteln des Römerbriefs folgende Überschriften das Verständnis des Lesers:
- „Eine Welt ohne Gott“
- „Ein wenig schmutzige Lust“
- „Ein unaufhörlicher Kampf“
- „Eine Fassade aus Moral“
- „Ein Rest religiöser Sitte“
- „Gefangenschaft in der Schuld“
- „Nur ein Weg führt ins Freie“

### Einleitungsfragen
Bei der Anordnung alttestamentlicher Texte „in geschichtlicher Folge“ teilte Zink die Geschichte Israels in 14 Perioden ein, verfuhr dabei aber nach eigenen Angaben „nicht wie ein Historiker“. Krause interpretiert das so: Zink wolle den Leser von einem Konzept der Heilsgeschichte überzeugen. Den Schriften des Neuen Testaments stellte Zink knappe Verfasserangaben voraus, wobei er selektiv Erkenntnisse der historisch-kritischen Exegese aufnahm: Das Johannesevangelium wurde wahrscheinlich nicht von dem Jünger Johannes verfasst, den sekundären Schluss des Markusevangeliums übersetzte Zink nicht. Aber das Matthäusevangelium beruht laut Zink auf Niederschriften des Zöllners Matthäus, das Markusevangelium schrieb Johannes Markus als Begleiter des Simon Petrus nach dessen Erinnerungen nieder, und der Verfasser des Lukasevangeliums ist der Arzt und Paulusbegleiter Lukas. Dass die Deuteropaulinen und die Pastoralbriefe nach exegetischer Mehrheitsmeinung nicht von Paulus stammen, wird sprachlich verschleiert. Dass die beiden Petrusbriefe vom Apostel Petrus stammen, wird von historisch-kritischen Exegeten abgelehnt. Zink bekräftigte die ihm offenbar wichtige apostolische Verfasserschaft dadurch, dass er in beiden Fällen „Petrus“ als Unterschrift zum Bibeltext hinzufügte. Wegen dieses selektiven Umgangs mit der Bibelwissenschaft kritisierte Krause in Zinks Neuem Testament eine „Festigung konservativer Anschauungen mit pseudohistorischen Mitteln.“

### Leseprobe
„Freilich, sie könnten ihn kennen. Gott hat sich ihnen deutlich gezeigt, wer er ist. Unsichtbar ist er, gewiß! Aber seine Schöpfung ist sichtbar. Seit es Menschen gibt, konnten sie seine Werke schauen, wenn sie nur nachdenken wollten! Seine ewige Macht und sein göttliches Wesen konnten sie sehen, und niemand befreit sie von ihrer Schuld, wenn sie sagen: Ich sehe ihn nicht.“

Zum Vergleich der Text der Lutherbibel in der revidierten Fassung von 1956:

„Denn was man von Gott erkennen kann, ist unter ihnen offenbar; Gott hat es ihnen offenbart. Denn Gottes unsichtbares Wesen, das ist seine ewige Kraft und Gottheit, wird ersehen seit der Schöpfung der Welt und wahrgenommen an seinen Werken, so daß sie keine Entschuldigung haben.“

## Die Bibel, neu in Sprache gefasst(1998)
Nach zahlreichen Veröffentlichungen einzelner neutestamentlicher Schriften in seiner Art der paraphrasierenden Übersetzung fasste Jörg Zink diese Texte 1998 unter dem Titel Die Bibel zusammen. Es handelt sich allerdings um eine Auswahlbibel, die das ganze Neue Testament, aber nur etwa ein Drittel des Alten Testaments umfasst. Die Ausgabe von 1998 nähert sich, von der Paraphrase der Übertragungen 1965 und 1966 herkommend, wieder einer philologisch genauen Übersetzung, die aber weiterhin frei eigene Akzente setzt. Der Rezensent der Deutschen Bibelgesellschaft würdigt im Neuen Testament von 1998 eine „eindringlich-knappe Wiedergabe von meditativer Qualität“, dabei erreiche Zink ein höheres Sprachniveau und habe sich der Lutherbibel stärker angenähert. Zink erreiche mit dieser Neuausgabe Leser, die auf anspruchsvollem Niveau den Bibeltext tiefer verstehen wollten und nicht schnelle Information suchten.

### Leseprobe
„Wenn du nun zum Gottesdienst gehst, wenn du also deine Verbundenheit mit Gott, deinen Glauben und deine Dankbarkeit zeigen willst, und dir dabei einfällt, daß dein Bruder dir etwas Böses vorwirft, dann laß das Opfern, laß das Beten und Singen. Kehre unter der Tür zum Gottesdienst um, geh zuerst zu deinem Bruder und versöhne dich mit ihm“

„Wenn du in den Tempel gehst, um ein Opfer zu bringen, und dir dabei einfällt, dass dein Bruder dir etwas Böses vorwirft, dann lass dein Opfer vor dem Altar liegen, geh zu deinem Bruder und versöhne dich mit ihm.“

## Ausgaben
- Das Neue Testament. Übertragen von Jörg Zink. 12. Auflage. Kreuz Verlag, Stuttgart 1990, ISBN 3-7831-0670-2. (Erstausgabe 1965)
- Das Alte Testament. Ausgewählt, übertragen und in geschichtlicher Folge angeordnet von Jörg Zink. 12. Auflage. Kreuz Verlag, Stuttgart 1992, ISBN 3-7831-0293-6. (Erstausgabe 1966)
- Die Bibel, neu in Sprache gefaßt von Jörg Zink. Kreuz Verlag, Stuttgart 1998, ISBN 3-7831-1598-1 (durchgehend bebilderte Ausgabe; als E-Book im ABW-Verlag, Berlin 2014, ISBN 978-3-86474-088-6).
- Die Bibel, neu in Sprache gefasst von Jörg Zink. Kreuz Verlag, Freiburg i.Br. 2012, ISBN 978-3-451-61174-2.